# Au Revoir, Portugal!
Au Revoir, Portugal! é uma série documental televisiva de cinco episódios, que retrata a emigração portuguesa para França nas décadas de 1950 a 1970. Durante este período saíram do país, clandestinamente, cerca de dois milhões de portugueses. Tratou-se do maior êxodo e da maior hemorragia humana que alguma vez a História de Portugal conheceu. A série documental explora a história de todos esses homens que resolveram partir em busca de uma vida melhor para si e para as suas famílias, contadas na primeira pessoa. Relatos sofridos que mostram a forma dolorosa e arriscada como os portugueses partiam do país. Segundo o realizador Carlos Alberto Gomes "Esta é uma história sobre Portugal, uma história dos homens que o meu avó ajudou a levar para França, e é também a sua história e a minha, e estou certo que em qualquer outro ponto do Mundo o espectador encontrará um português com uma história parecida."

## Sinopses

### Episódio 1 - O Passador de Homens
O realizador do documentário nasceu em França em 1980. A sua história é idêntica à de muitos portugueses. Os seus avós e os seus pais emigraram para França nas décadas de 1960 e de 1970. Em 1983, com 3 anos de idade, os seus pais resolveram regressar a Portugal. O resto da família manteve-se em França, até aos dias de hoje. Vinte anos depois, em 2003, o avô do realizador faleceu. E foi só após a sua morte que o mesmo descobriu a sua verdadeira história: que o seu avô, Joaquim Gonçalves, tinha sido um dos maiores passadores de homens a salto para França durante a ditadura salazarista. Tinha passado milhares de homens, conterrâneos, desesperados, pobres, em busca de uma vida melhor para si e para as suas famílias, numa época em que sair do país sem autorização, era punido como crime muito grave. O episódio retrata esse período em que Portugal vivia uma ditadura, uma guerra colonial e uma extrema pobreza rural. Fugir ao regime, à guerra ou à miséria, era a única solução para milhares de homens e mulheres provenientes de diversos pontos do País. Mas para poderem sair de Portugal precisavam do então conhecido "passaporte de coelho": uma fotografia rasgada, doze contos, e um Passador que os levaria na viagem das suas vidas.

### Episódio 2 - O Salto
Entre 1958 e 1974 cerca de dois milhões de portugueses abandonaram o seu país. Só em 1973 foram 123 mil. No ano seguinte, mesmo após todas as restrições à emigração por toda a Europa, saíram do país 71 mil pessoas. Fugiam da guerra das Colónias, da fome, da pobreza, da repressão. O principal destino: a França. Uma mala feita de cartão era tudo o que levavam, pois na verdade não tinham mais nada. Fugiam pela calada da noite, em grupo. Ao longo do caminho juntavam-se a outros grupos de homens, também eles fugitivos, provenientes de outros pontos do País e de outros Passadores. A viagem em Espanha era feita sobretudo a pé, clandestinamente em vagões de comboios, na bagageira de carros comprados para o efeito, por baixo da palha dos camiões dos porcos, em camionetas sobrelotadas. Ao chegar aos Pirenéus formavam por vezes grupos de mais de 400 homens. Muitos deles nunca chegaram a passar a fronteira. Morreram afogados nos rios, de frio nas montanhas, de fome, sede, fraqueza. Ou simplesmente porque se perdiam ou eram mortos pelos próprios passadores ou pelos carabineiros espanhóis. A viagem de fuga, de duração indefinida, era conhecida como “O Salto”. Pela frente esperavam-lhes duas fronteiras, a PIDE (Polícia Internacional e de Defesa do Estado), a Guarda Fiscal Portuguesa, a (Guarda Civil (Espanha)), os Gendarmes Franceses (Gendarmaria Nacional (França)), e 2.000 Km feitos a pé.

### Episódio 3 - Ganhar a Vida
Num artigo do jornal La Croix, escrito por Christian Rudel, em 1966 pode ler-se o seguinte excerto sobre a emigração portuguesa para França: “Eu, evoquei os mortos, os saqueados, os famintos, os mal alojados, os “tesos”, todos os oprimidos do moderno caminho de S. Tiago de Compostela. E esses inúmeros esquadrões de homens sombrios, tímidos e taciturnos, lançados em direção ao Ocidente Industrial, à procura de uma melhor vida para eles e para as suas famílias: um bocado de pão, uma pasta de chocolate e um litro de água para a refeição durante a viagem. E para acabar, o bairro de lata em Paris”. O presente episódio é um retrato e um testemunho dos homens e mulheres que chegando a França - a terra então prometida - se depararam com uma realidade bem diferente da que lhes tinha sido apresentada. Descidos do comboio que os levou à Gare de Austerlitz (Gare d'Austerlitz Paris) era agora preciso encontrar abrigo, um emprego e os respectivos papéis para a legalização. Mas os problemas da língua, da cultura, das condições meteorológicas, das saudades, da discriminação e da integração eram demasiado cruéis para que o Sonho de uma vida melhor pudesse ser assim tão simples. Eram agora Estrangeiros.

### Episódio 4 - O Regresso
Eis-nos chegados ao mês de agosto. Mês do calor, dos emigrantes, das festas de aldeia, das procissões, das bebedeiras. Em 1992 foram cerca de 22.800 emigrantes a regressar a Portugal. Em 2009 estima-se que sejam apenas 8000. A maioria dos emigrantes teve filhos e netos que nasceram em França, e estes filhos/netos integraram-se completamente: vão à escola, tem a sua profissão, falam perfeitamente o francês. Os emigrantes misturam os idiomas, vivem um estilo de vida que Portugal não lhes consegue oferecer, esbanjam as poupanças de todo um ano de trabalho num mês de euforia. Mas, como verdadeiros Portugueses,  maldizem compulsivamente Portugal, derramam o seu sangue luso nas pegas de bois, e quase todos sonham um dia regressar. Quando chega a hora da reforma encontram-se divididos. Muitos partilham o tempo entre Portugal e a França. Muitos sentem que têm uma dupla identidade: portuguesa e francesa. 
Estão definitivamente ligados a esse país que os acolheu.

### Episódio 5 - Au Revoir?
Qual é a minha história? De onde venho e para onde vou? O que é ser-se emigrante? O que é ser-se português? Vinte e quatro anos depois da partida, o realizador resolve percorrer as mesmas estradas que os seus pais em 1983 deixaram para trás pela última vez. Parte em busca de respostas. Parte em busca dos mais jovens, dos luso-descendentes. Parte em busca das memórias, das nossas histórias, das nossas raízes. Anos 2008-2012: uma nova vaga de emigração irrompe no País. Serão estas novas partidas apenas um Au Revoir?...

## Festivais
- Festival do Filme Histórico de Râsnov 2011(Roménia)
- Ciclo "Migrações em Filme" em Ankara-Turquia, organizado pelo Leitorado de Ankara do Instituto Camões.  2011(Turquia)
- Caminhos do Cinema Português, Coimbra 2009(Portugal)
- FEST – Festival Internacional de Cinema Jovem de Espinho 2009(Portugal)[carece de fontes?]